# Radius (film)
Radius è un thriller di fantascienza canadese del 2017 diretto e scritto da Caroline Labrèche e Steeve Léonard.
È interpretato da Diego Klattenhoff, Charlotte Sullivan e Brett Donahue. Klattenhoff e Sullivan interpretano due sopravvissuti a un incidente d'auto che scoprono che uno provoca la morte di chiunque si trovi entro un certo raggio da lui, e l'altro ha la capacità di annullare questo effetto.

## Trama
Un uomo si sveglia insanguinato e disorientato da un incidente d'auto. Si allontana barcollando verso la strada e chiede l'aiuto di un automobilista di passaggio, ma l'autista muore improvvisamente dopo aver deviato dalla strada. Dopo aver chiesto aiuto sul suo cellulare, si rende conto di non sapere dove si trova o come si chiama. Controllando il suo portafoglio, scopre che si chiama Liam Hartwell. Mentre rientra in città, Liam si ferma in una tavola calda, dove trova tutti morti. A casa sua, i notiziari ipotizzano che un virus possa essere responsabile e, in risposta, si copre il naso e la bocca con un panno per proteggerlo. Quando Liam nota un contadino vicino, tenta di avvisare l'uomo di lasciare l'area. Il contadino si avvicina a Liam e all'improvviso cade morto. Quando Liam nota che anche gli animali muoiono quando si avvicina, si accorge di poter essere lui stesso la causa delle morti inspiegabili, invece che un virus.
Una donna che soffre anche di amnesia viene a cercare Liam a casa sua, rivelando che era con lui durante l'incidente automobilistico. È sorpreso quando riesce ad avvicinarsi a lui senza morire, e accetta di parlare con lei. Non sa perché viaggiassero insieme, né cosa abbia causato l'incidente. Liam non menziona la sua teoria sulle morti, e cerca di scoprire dalla donna, soprannominata dalla polizia Jane Doe (ovvero "sconosciuta"), i dettagli su cosa possa esserle accaduto. Quando lei afferma che i test ospedalieri non hanno mostrato nulla di strano, decidono di indagare sul luogo dell'incidente. Trovano quindi una zona circolare di terreno carbonizzato, Liam recupera frammenti di memoria e spiega a Jane la sua teoria sulla distanza da lui in cui persone e animali sembrano andare incontro alla morte. Spaventata e furiosa per non essere stata avvertita subito del pericolo, lei decide di allontanarsi da lui. Nel mentre, una poliziotta di passaggio vede il loro alterco e interroga Liam, ma cade morta non appena Jane se ne va.
Usando una capra, Liam riesce quindi a dimostrare a Jane che qualsiasi creatura vivente che si avvicina a lui muore, a meno che lei non sia a meno di 15 metri. Liam all'inizio vuole contattare le autorità, ma Jane lo convince che non gli crederanno. Invece, suggerisce di essere testato in un ospedale. La polizia arriva in ospedale quando il dottore rivela che Liam è in salute. Preoccupati che la polizia possa tentare di separarli, Liam e Jane fuggono. Jane fa una pausa a una tavola di persone scomparse, ricordando qualcosa su un poster. Quando arriva, vede Liam che è già entrato in un ascensore. Corre per seguirlo il più da vicino possibile. Liam esorta gli occupanti ad andarsene non appena le porte si aprono, e cerca di isolarsi fino a quando Jane può raggiungerlo. Alla fine lasciano l'ospedale insieme, sollevato dal fatto che nessuno sia morto.
I notiziari rivelano che il vero nome di Jane è Rose Daerwood. Suo marito, Sam, le chiede di tornare a casa. Sebbene prudente, Rose suggerisce di chiedergli aiuto. All'inizio Sam non crede alla loro storia, ma Liam lo dimostra ancora una volta uccidendo animali che gli si avvicinano troppo. Sam spiega che Rose è scomparsa mentre cercava la sorella gemella perduta da tempo, Lily. Rose ricorda di essersi suicidata e che Liam le ha salvato la vita. Mentre Liam e Rose si avvicinano, Sam diventa geloso e avverte Rose che non conosce nemmeno Liam. Questo peggiora quando Liam e Rose insistono per fuggire insieme nella capanna fuori mano di Liam senza Sam. Sam chiama la polizia ma si rammarica di averlo fatto, avvisandoli all'ultimo momento. Gli agenti muoiono mentre separano Liam e Rose, costringendo Sam ad accettare il loro piano originale.
Sulla strada per la capanna, apprendono un'anomalia cosmica inspiegabile che ha colpito la Terra nel punto in cui hanno avuto il loro incidente. Mentre esplora la capanna, Rose scopre che Liam è un serial killer che ha rapito e ucciso Lily. Separatamente, Liam ricorda di aver tentato di rapire e uccidere Rose al momento dell'anomalia cosmica. Mentre Rose affronta Liam, un padre e i suoi figli prendono in ostaggio sia Rose che Liam. Il padre incarica i suoi figli di uccidere Liam, che definisce un terrorista. Rose inizialmente protesta ma permette loro di separarla da Liam. Quando uno dei ragazzi e suo padre muoiono, il figlio rimanente spara a Rose. L'aura di Liam uccide il figlio rimanente e porta Rose in ospedale. Lì, mentre Rose e Liam si separano, Liam si spara alla testa per impedire a chiunque altro di morire.